# Smoo Cave

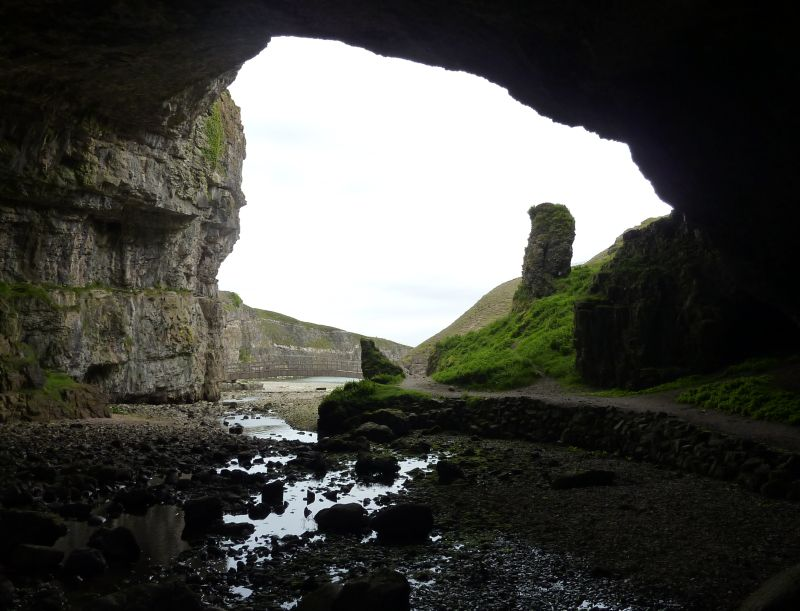
Uitzicht naar het noorden vanaf het eerste deel van de grot.

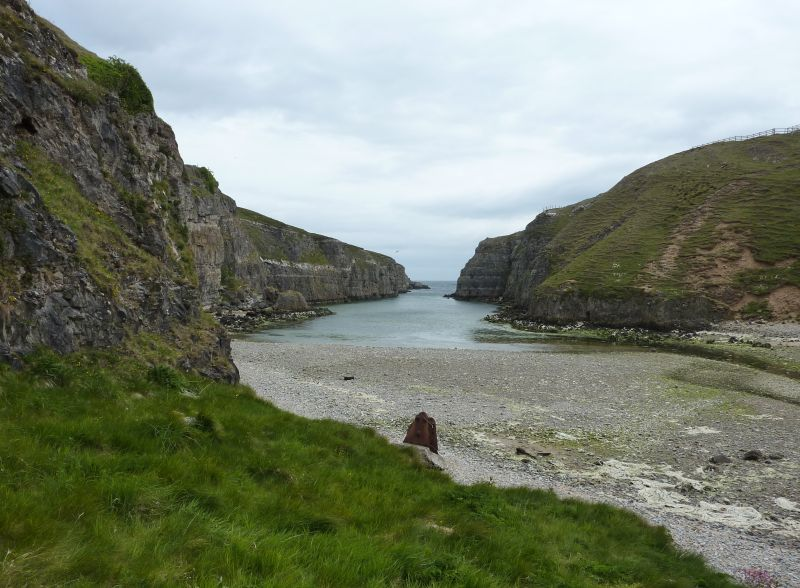
De 600 meter lange kloof ten noorden van Smoo Cave.

Smoo Cave is een grot in het noorden van de Schotse Hooglanden. De grot is bijzonder doordat het eerste deel van de grot uitgesleten is in de rots door de werking van de zee, terwijl het tweede deel ontstaan is door een kleine zoetwaterstroom.

## Ligging en naam
De grot ligt aan de noordkust van Schotland in regio Sutherland, twee kilometer ten oosten van Durness. De naam "Smoo" komt vermoedelijk van het Noorse woord "Smúga", hetgeen "grot" of "schuilplaats" betekent.

## Geologie
De rots waarin de Smoo Cave is ontstaan is van kalksteen. Het eerste deel van de grot, dat door de werking van de zee is ontstaan, is 60 meter diep, 40 meter breed en 15 meter hoog. Voor de grot is er een kloof van bijna 600 meter voordat de zee begint. Oorspronkelijk was deze gehele kloof overdekt. Het tweede deel van de grot heeft twee kamers en is ontstaan door een zoetwaterstroom, de rivier Allt Smoo, die door de rots heen gaat. In de eerste kamer die 6,5 bij 3 meter groot is bevindt zich een waterval van twintig meter hoog. De tweede kamer is alleen met een boot te bereiken en loopt dood.  In deze tweede kamer is een smalle doorgang, welke onder water staat.

## Archeologie
De grot werd vermoedelijk al rond 5000 v. Chr.tijdens het Neolithicum gebruikt, mogelijk zelfs al tijdens het Mesolithicum. Dit wordt gebaseerd op de vondst in 1972 van enkele gebruiksvoorwerpen die mogelijk uit die periode kwamen. Helaas zijn die vondsten zoekgeraakt. Er zijn anno 2009 in ieder geval nog voorwerpen in musea, die gevonden zijn in de Smoo Cave en afkomstig zijn uit het tijdperk van de vikingen, zoals spijkers en bewerkte voorwerpen van bot.

## Folklore
Er zijn meerdere oude verhalen verbonden met de Smoo Cave. Sommige verhalen geven aan dat de toegang tot het rijk van de feeën in de grot is. Ook een struikrover uit de zeventiende eeuw, genaamd McMurdo, maakte gebruik van de grot. Hij gooide zijn slachtoffers van bovenaf de grot in. Ten slotte werd Donald Mackay, de tovenaar van Reay, tweemaal door de duivel aangevallen in de grot. Beide malen wist hij door een list te ontsnappen.

## Toerisme
Anno 2009 is men bezig de grot toegankelijker te maken voor publiek. Er is reeds een parkeerplaats aangelegd. Met houten bruggen is het mogelijk tot in het begin van het tweede deel van de grot te komen en de waterval te zien. Het is ook mogelijk deel te nemen aan een boottocht waarbij men ook de rest van de zoetwatergrot te zien krijgt. Vanwege de bijzondere geologische vondsten is de regio waar Smoo Cave in ligt door UNESCO uitgeroepen tot een Geopark: het North West Highlands Geopark.